# Teerijärvi (sjö i Vieremä, Norra Savolax, Finland)
Teerijärvi eller Tetrijärvi är en sjö i Finland. Den ligger i kommunen Vieremä i landskapet Norra Savolax, i den centrala delen av landet, 400 km norr om huvudstaden Helsingfors. Teerijärvi ligger 168 meter över havet. I omgivningarna runt Teerijärvi växer i huvudsak blandskog. Den är 1,7 meter djup. Arean är 40,6 hektar och strandlinjen är 3,3 kilometer lång. Sjön  ingår i Vuoksens huvudavrinningsområde. 